# Vasilij Ignatěnko
Vasilij Ivanovič Ignatěnko (rusky Василий Иванович Игнатенко; 13. března 1961 – 13. května 1986 Moskva) byl sovětský hasič, který zemřel na následky ozáření radiací v Černobylu. V roce 2006 obdržel vyznamenání Hrdina Ukrajiny. Hasičem se stal roku 1980. Dne 26. dubna 1986 měl službu poblíž Černobylské jaderné elektrárny a jako jeden z prvních začal po katastrofě bojovat s otevřeným ohněm. Kvůli velké dávce ozáření zemřel o osmnáct dní později v Radiologické nemocnici v Moskvě.
V seriálu Černobyl (2019) z produkce HBO ho ztvárnil Adam Nagaitis.
Jeho žena Ljudmila Ignatěnková pár měsíců po havárii porodila. Její dítě žilo pouhé 4 hodiny. Dodnes žije se svým synem v Kyjevě.